# السموأل ميرغني
السموأل ميرغني نور الدين إلياس (22 أكتوبر 1991) هو لاعب كرة قدم سوداني محترف. يلعب كمدافع في أهلي الخرطوم ومنتخب السودان لكرة القدم. سبق أن لعب مع الهلال السوداني.

## وصلات خارجية
- السموأل ميرغني على فرق كرة القدم الوطنية.كوم